# Østrig ved sommer-OL 2020
Østrig deltog under Sommer-OL 2020 i Tokyo som blev afviklet i perioden 23. juli til 8. august 2021.

## Medaljer
| 2020 Tokyo | Guld | Sølv | Bronze | Total |
| Østrig     | 1    | 1    | 5      | 7     |

### Medaljevinderne
| Østrig under sommer-OL 2020 i Tokyo | Østrig under sommer-OL 2020 i Tokyo | Østrig under sommer-OL 2020 i Tokyo | Østrig under sommer-OL 2020 i Tokyo | Østrig under sommer-OL 2020 i Tokyo |
| Medalje                             | Navn                                | Sport                               | Event                               | Dato                                |
| ----------------------------------- | ----------------------------------- | ----------------------------------- | ----------------------------------- | ----------------------------------- |
| Guld                                | Anna Kiesenhofer                    | Cykling                             | Linjeløb                            | 25. juli                            |
| Sølv                                | Michaela Polleres                   | Judo                                | Kvindernes 70 kg                    | 28. juli                            |
| Bronze                              | Shamil Borchashvili                 | Judo                                | Mændenes 81 kg                      | 27. juli                            |
| Bronze                              | Magdalena Lobnig                    | Roning                              | Singlesculler                       | 30. juli                            |
| Bronze                              | Lukas Weißhaidinger                 | Atletik                             | Mændenes diskoskast                 | 31. juli                            |
| Bronze                              | Bettina Plank                       | Karate                              | Damernes 55 kg                      | 5. august                           |
| Bronze                              | Jakob Schubert                      | Sportsklatring                      | Herrer                              | 5. august                           |